# Leôncio (genro de Atanásio)

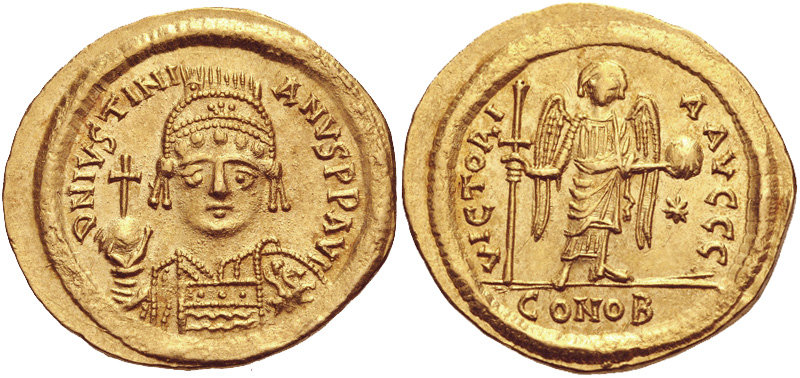
Soldo de Justiniano r.

Leôncio (em latim: Leontius) foi um oficial bizantino do século VI, ativo durante o reinado do imperador Justiniano (r. 527–565). Seu parentesco é desconhecido, exceto que era genro do futuro prefeito pretoriano da África Atanásio. Sua primeira menção ocorreu no começo de 549, quando seu amigo íntimo, o conde dos excubitores Marcelo, confiante de seu caráter confiável e reto, solicitou que bisbilhotasse o oficial Canaranges. Esse pedido teve a ver com as suspeitas de conspiração do mestre dos soldados na presença Artabanes e outros oficiais armênios que pretendiam matar Justiniano e substituí-lo por seu primo Germano.
Alegadamente, Leôncio teria executado a tarefa através de um local escondido dentro da casa de Germano, enquanto este último encontrou-se com os conspiradores para obter mais informações do golpe. Ao ficar a par dos detalhes, Leôncio dirigiu-se a Marcelo, que por sua vez informou o imperador do incidente. Subsequentemente, mediante seu testemunho e o de Marcelo, Germano e seu filho Justino, que fora quem originalmente informou a todos dos planos de Artabanes, foram inocentados de qualquer suposta participação.
Em 551, senão antes, Leôncio é mencionado como senador e, portanto, possuía o título de homem ilustre (uir illustris). Nesse ano, foi enviado por Justiniano numa missão diplomática à Gália à corte do rei franco Teodebaldo (r. 548–555) na qual solicitou uma aliança bizantino-franca contra o rei ostrogótico Tótila (r. 541–552) e a desocupação de territórios ocupados por Teodeberto I (r. 533–548) na Itália. Depois disso, retornou à Constantinopla acompanhado de emissários francos, dentre eles Leudardo.